# Bledzianów
Bledzianów is een plaats in het Poolse district  Ostrzeszowski, woiwodschap Groot-Polen. De plaats maakt deel uit van de gemeente Ostrzeszów en telt 402 inwoners.